# Echo (EP)
《Echo》는 대한민국의 가수이자 방탄소년단의 멤버인 진의 두 번째 익스텐디드 플레이 (EP)로, 빅히트 뮤직을 통해 2025년 5월 16일에 발매되었다.

## 배경 및 발매
《Echo》는 4월 15일에 발표되었으며, 빅히트 뮤직은 앨범에 4월 17일에 공개된 리드 싱글 "Don't Say You Love Me"를 포함하여 7개의 트랙이 수록될 것이라고 밝혔다. 이 앨범에는 트랙 "Loser"에 최예나의 피처링이 담겨 있다.
앨범 발매를 지원하기 위해 진은 첫 솔로 월드 투어 RunSeokjin Ep. Tour를 시작할 예정이다.

## 구성
《Echo》는 7개의 트랙으로 구성되어 있다. "80년대 신스팝", 컨트리, 그리고 록의 다양한 하위 장르, 예를 들어 브릿팝, 팝 펑크, 컨트리 록, 헤비 메탈, 얼터너티브 록의 영향을 탐구하는 팝 록 앨범으로 묘사되었다. 주제적으로 《Echo》는 보편적인 삶의 경험에 대한 진의 관점을 기반으로 하며, 이 음반은 "따뜻함과 진심으로 일상적인 감정을 포착"하고 있다고 언급되었다. 빌보드의 트랙별 리뷰에서 제프 벤자민은 이 EP가 다시 한번 진의 "음악적 정체성을 형성한" 장르로 록을 포함했지만, Happy보다 "더 인간적인 수준에서 공감할 수 있는 더 깊은 이야기"를 담고 있다고 언급했다.

## 비평
| 전문가 평가 | 전문가 평가 |
| 평가 점수   | 평가 점수   |
| 출처        | 점수        |
| ----------- | ----------- |
| 클래시      | 8/10        |
| NME         | [ 6 ]       |
| 롤링 스톤   | [ 8 ]       |

클래시의 마리아 레티시아 고메스는 이 앨범을 성찰적이고 일관성 있는 앨범으로 긍정적으로 묘사하며, 진의 감성적인 전달력을 핵심 강점으로 인정했다. 롤링 스톤의 롭 셰필드는 《Echo》에 별 5개 중 3.5점을 부여하며, "한 번도 떠나지 않았던 스타의 자신감"으로 정의되는 "폭넓게 로맨틱한" 앨범으로 평가했다.
빌보드에서 제프 벤자민은 "With the Clouds"가 앨범 최고의 곡이며 "동화 같은 이야기"라고 묘사했다. 리드 싱글 "Don't Say You Love Me"는 두 번째 최고의 곡으로 선정되었다.
NME의 라이언 데일리는 엇갈린 평가를 내리며, 감성적인 보컬 전달력을 칭찬했지만 음악의 일관성 없는 품질에 대해 언급하며 "모든 것이 완벽하지는 않다"고 말했다.

## 트랙 목록
| #            | 제목                                     | 작사·작곡 | 프로듀서                     | 재생 시간 |
| ------------ | ---------------------------------------- | --- | ---------------------------- | --------- |
| 1.           | 〈Don't Say You Love Me〉                | Nathan Fertig Wyatt Sanders | Sanders Tiggs                | 3:00      |
| 2.           | 〈Nothing Without Your Love〉            | Ben Samama Danke Digital Farm Animals Ellie Suh (153/Joombas) 진 Jinli (Full8loom) 이수란 Matt Attard Matt Thomson Max Graham 피독 Kim ChaeA (153/Joombas) Lee Ang Doo (153/Joombas) Lee Eun Hwa (153/Joombas) | 피독 Attard Arcades          | 2:56      |
| 3.           | 〈Loser〉 (featuring 예나)               | Ciara Muscat Danke Ghstloop 진 Jinli 강은정 Liljune (153/Joombas) Attard Thomson Graham 피독 Ryan Bickley Saeyoung (153/Joombas) TRUE (153/Joombas)                                                            | 피독 Attard Ghstloop Arcades | 2:35      |
| 4.           | 〈Rope It〉                              | Samama Suh Ghstloop James Keys 진 문여름 Oscar Bell 피독 Saeyoung sokodomo TRUE | 피독 Ghstloop Keys           | 2:45      |
| 5.           | 〈With the Clouds〉 (구름과 떠나는 여행) | Adora 진 피독 Yojiro Noda | Noda 피독                    | 3:08      |
| 6.           | 〈Background〉                           | bay (153/Joombas) Suh Enrique Maza Francis Karel Jinli Liv Miraldi 마틴 웨이브 Mia (153/Joombas) 닐 오르만디 Saeyoung Sean Fischer TRUE 황유빈 (XYXX)                                                          | Fischer Wave Maza            | 2:55      |
| 7.           | 〈To Me, Today〉 (오늘의 나에게)         | Chalee (153/Joombas) 조윤경 Danke Suh Ghstloop jeanjinn jane Ninos Hanna 피독 sokodomo 윌리엄 세거달 황유빈 | 피독                         | 3:01      |
| 총 재생 시간 | 총 재생 시간                             | 총 재생 시간 | 총 재생 시간                 | 20:26     |

## 차트
| 차트 (2025)                       | 최고 순위 |
| --------------------------------- | --------- |
| 오스트레일리아 앨범 (ARIA)        | 76        |
| 오스트리아 앨범 (Ö3 오스트리아)   | 7         |
| 벨기에 앨범 (울트라탑 플랑드르)   | 56        |
| 벨기에 앨범 (울트라탑 왈로니아)   | 23        |
| 캐나다 앨범 (빌보드)              | 65        |
| 프랑스 앨범 (SNEP)                | 30        |
| 독일 앨범 (Offizielle 탑 100)     | 15        |
| 그리스 앨범 (IFPI)                | 6         |
| 일본 앨범 (오리콘)                | 2         |
| 일본 합산 앨범 (오리콘)           | 2         |
| 일본 핫 앨범 (빌보드)             | 2         |
| 리투아니아 앨범 (AGATA)           | 11        |
| 뉴질랜드 앨범 (RMNZ)              | 29        |
| 포르투갈 앨범 (AFP)               | 112       |
| 스코틀랜드 앨범 (OCC)             | 10        |
| 대한민국 앨범 (써클)              | 2         |
| 스위스 앨범 (슈바이처 히트파라데) | 12        |
| 영국 음반 (OCC)                   | 63        |
| 미국 빌보드 200                   | 3         |
| 미국 월드 앨범 (빌보드)           | 1         |